# Едуард Ріш
Едуард Ріш (нім. Eduard Riesch; 14 січня 1893, Мюнхен — 17 лютого 1945, Ніскі) — німецький офіцер, дипломований інженер (9 травня 1928), генерал-майор люфтваффе.

## Біографія
11 серпня 1914 року вступив в 20-й піхотний полк Баварської армії. З 2 листопада 1916 по 1 травня 1917 року пройшов курс пілота. З 2 травня 1917 року — пілот 294-го авіаційного батальйону. З 2 серпня по грудень 1918 року — начальник авіаучилища при 6-му військовому авіапарку. Після демобілізації армії залишений в рейхсвері. З 1 жовтня 1923 по 31 березня 1928 року навчався в Мюнхенському вищому технічному училищі. 30 вересня 1933 року звільнений. Наступного дня вступив в штаб технічного училища в Ютербозі. 1 травня 1935 року переведений в люфтваффе і очолив місцеве управління технічного училища люфтваффе в Адлерсгофі. З 1 жовтня 1935 року — начальник технічного училища в Ютербозі. З 1 квітня 1937 року — командир 1-ї групи 155-ї бомбардувальної ескадри і авіабази Гібельштадта, з 1 квітня 1938 року — 1-ї групи 155-ї бомбардувальної ескадри і авіабази Вінер-Нойштадта. З 1 лютого 1939 року — офіцер для особливих доручень при Імперському міністерстві авіації і головнокомандувачі люфтваффе.
З 1 квітня 1939 року — інструктор військового зброярського училища. З 14 червня 1940 року — комендант аеродрому Сент-Омера. 26 лютого 1941 року відправлений в резерв ОКЛ. В 1941 році очолив 11-й авіаполк. З 1 липня 1942 року — комендант аеродрому 4/III, з 23 червня 1943 року — 2/VIII. Загинув у бою.

## Звання
- Фенріх (15 лютого 1915)
- Лейтенант (6 вересня 1915)
- Оберлейтенант (1 травня 1923)
- Ротмістр (1 квітня 1928)
- Майор (1 вересня 1934)
- Оберстлейтенант (1 жовтня 1936)
- Оберст (1 січня 1939)
- Генерал-майор (1 листопада 1941)

## Нагороди
- Залізний хрест 2-го і 1-го класу
- Нагрудний знак пілота (Баварія)
- Орден «За військові заслуги» (Баварія) 4-го класу з мечами і короною
- Нагрудний знак «За поранення» в чорному
- Почесний хрест ветерана війни з мечами
- Медаль «За вислугу років у Вермахті» 4-го, 3-го, 2-го і 1-го класу (25 років)